# Floorball
Floorball is een balsport die het midden houdt tussen bandy en zaalhockey. De sport ontstond in de jaren 60 in Zweden. Internationaal wordt deze sport eveneens aangeduid met de benamingen Innebandy (Zweden), salibandy (Finland), floorhockey (Amerika) en unihockey (Zwitserland). De op zich wat vreemde naam van "floorball" is gekozen als alomvattend voor de verschillende namen, die het kent. De IFF (International Floorball Federation) is gehuisvest in Helsinki, Finland. Floorball is vooral erg populair in landen waar de sport zich het langst heeft ontwikkeld. Het is begonnen in Zweden en over de wereld verspreid door de Zweed Carl Ahlqvist. Carl Ahlqvist is ook de grondlegger van het Floorball wereldmerk UNIHOC, hoofdsponsor van de IFF. Carl heeft de naam Unihockey gebruikt en in Zwitserland is dat nog steeds de voornaamste naamgeving voor de sport. Floorball (Unihockey)  werd het al snel populair in vele andere landen. Na de snelle groei in Zweden volgden al snel landen als Finland, Noorwegen, maar nu ook in Tsjechië, en Zwitserland hoort het tot de grootste sporten. In Zweden is het na voetbal de grootste teamsport. Floorball is eigenlijk een zaalsport, maar wordt daarnaast overal beoefend. Zowel in een gymzaal of sporthal, maar ook op schoolpleinen, marktplaatsen en gewoon op straat wordt het actief gespeeld. Het kan het hele jaar beoefend worden op zowel amateur- als professioneel niveau. Er bestaan professionele competities zoals de Finse Salibandyliiga en de Zweedse Svenska Superligan.
Hoewel er 74 landen zijn aangesloten bij de internationale organisatie van Floorball, de International Floorball Federation (IFF), zijn het vooral Finland, Tsjechië, Zweden en Zwitserland die in de top drie eindigen op de Wereldkampioenschappen Floorball.

## Kenmerken

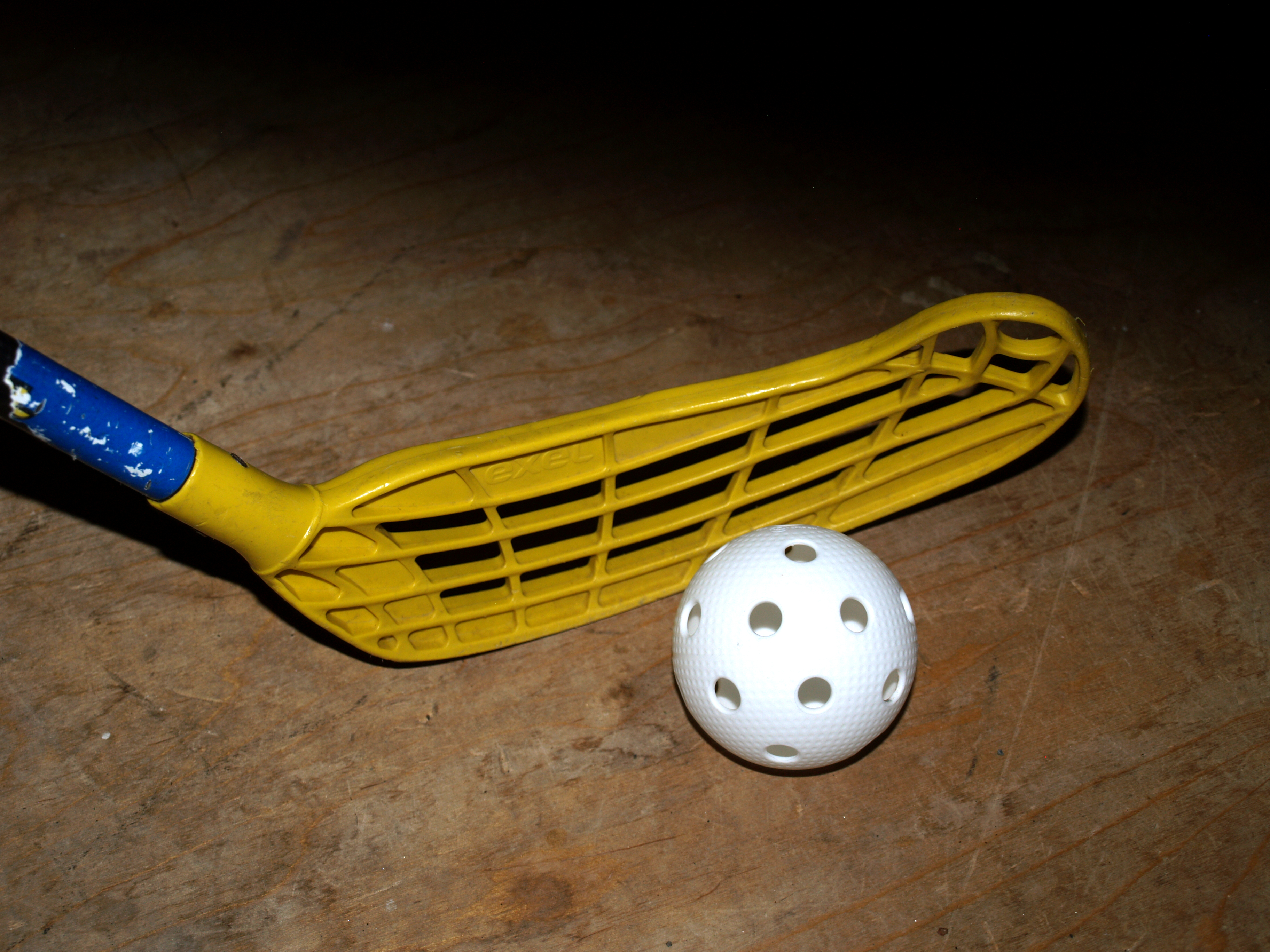
Floorball stick en bal

Floorball ontleent veel van zijn regels aan bandy (hieruit is ijshockey ontstaan), maar nog meer aan ijshockey. Floorball wordt in verschillende vormen gespeeld, maar de eindvorm is 5-5 met keepers, net als bij ijshockey. De veldafmetingen zijn 40 x 20 meter en het veld is omgeven door een boarding met een hoogte van 50 cm. Uiteraard speelt men met sportschoenen en niet met een puck, maar met een kunststof gatenbal van 7 cm doorsnee. De sticks zijn van kunststof, meestal een composite carbon/kevlar en glasvezel. De basale spelregels zijn vrij eenvoudig, waardoor de sport snel in wedstrijdvorm te spelen is. Daarbij komt, dat de technische voorwaarden om te kunnen spelen zeer eenvoudig zijn, waardoor de toegankelijkheid zeer groot is. Vandaar ook zijn populariteit in het onderwijs.
In het onderwijs wordt de sport nog wel veel Unihockey genoemd, maar ook daar gaat de naam meer en meer over naar de internationale benaming Floorball. Het is dus dezelfde sport.

### Team
Een Floorballteam bestaat in de eindvorm uit vijf veldspelers en een keeper. De keeper zit op de knieën. Floorball wordt met herenteams, met damesteams en soms ook gemengd gespeeld. Een team beschikt altijd over meerdere spelers, die continu gewisseld mogen worden. Topteams hebben twee/drie keepers en drie linies van elk 5 spelers. Door de enorme intensiviteit van het spel, spelen de linies vaak niet langer dan 2 à 3 minuten.

### Veld
Een Floorballveld is net zo groot als een zaalvoetbal- of handbalveld (40 bij 20 meter). Een Kleinveld voor de jeugd meet 27 bij 15 meter. Om het veld staat een 50 cm hoge boarding, waardoor de bal vrijwel altijd in het spel blijft. Eens erover wordt de bal stilgelegd en mag er drie seconden gewacht worden om beginnen te spelen. Net als bij ijshockey staan de doelen in het veld, waardoor de spelers achter het doel door kunnen spelen. Naast het officiële Floorball bestaan er ook varianten die op een kleiner veld gespeeld worden, zoals Kleinveld met keeper in een halve sporthal. Deze vorm wordt ook wel Zwitserse variant genoemd. Ook wordt er in gymzaal met afmetingen (12 x 21 of 10,5 x 12 meter) zonder keeper gespeeld met kleine doelen van 90 cm breed en 60 cm hoog. Uiteraard kunnen in een sporthal aangepaste afmetingen worden gecreëerd. Deze varianten worden meestal met 3 tegen 3 of 4 tegen 4 gespeeld.

### Spelregels
Een beknopt overzicht van de belangrijkste spelregels:
- Het doel van het spel is met behulp van de stick de bal in het doel van de tegenstander te schieten.
- Het spel begint met een face-off op de middenstip. Hierbij staan twee spelers, een van elk team, tegenover elkaar met hun stick naast de bal. De voeten staan evenwijdig aan de middellijn en het stickblad wijst recht naar voren. Na het fluitsignaal van de scheidsrechter proberen beide spelers de bal te spelen in de door hen gewenste richting. Ook na elk doelpunt wordt het spel met een face-off hervat, waarbij de partij, die het doelpunt tegen heeft gekregen mag kiezen aan welke kant van de bal hij met het stickblad begint.
- In geval van een spelonderbreking waarbij geen sprake was van een uitbal of overtreding, wordt het spel met een face-off hervat op de dichtstbijzijnde face-offmarkering. Kruisje op het veld.
- De veldspelers hebben een stick, waarmee ze de bal spelen. De bal mag met beide kanten van het stickblad en met de schacht worden gespeeld. Het spelen van de bal met de stick is echter uitsluitend toegestaan onder de knie.
- De speler mag de bal in èèn actie stoppen met zijn voet en voor zijn stick spelen of overspelen. Daarna moet hij eerst weer met de stick spelen. Ook mag de bal gestopt worden met de benen en de romp, echter niet springend. Hij mag de bal niet met zijn handen, armen of hoofd spelen.
- De speler mag met zijn stick niet op de stick of het lichaam van de tegenstander slaan, of zijn stick tussen de benen van de tegenstander steken, wanneer deze bijvoorbeeld in breedtestand de bal beschermt.
- Het stickblad moet onder heuphoogte blijven.
- De keeper heeft geen stick en zit meestal op zijn knieën in het doel van 1,6 m breed en 1,15 m hoog. De keeper mag de bal met het gehele lichaam stoppen en mag de bal ook pakken of vangen. Direct voor het doel ligt een  doel-zone (1 m diep en 2,50 m breed) waar alleen de keeper mag komen. Veldspelers mogen dit gebied niet met hun lichaam betreden, maar wel met hun stick. Daarbuiten ligt het kepergebied ( 4 m diep en 5 m breed). Binnen dit gebied mag de keeper de bal met de handen pakken en naar een teamgenoot gooien of schoppen. Hij mag ook erbuiten de bal pakken, maar moet contact houden met zijn doelgebied.
- Lichamelijk contact is toegestaan, maar uitsluitend in de vorm van een schouderduw. Het is niet toegestaan de tegenstander tegen of over de boarding te duwen. Dus geen bodychecks.
- Een vrije slag of inslag moet altijd zo snel mogelijk worden genomen (binnen 5 seconden) en is altijd direct. De speler hoeft niet te wachten op een signaal van de scheidsrechter. Zodra de bal op de juiste positie stilligt, mag de vrije slag genomen worden. De tegenstanders moeten daarbij altijd 3 meter afstand bewaren.
- De doelen staan in het veld. De spelers kunnen dus achter de doelen langs spelen. Scoren is alleen mogelijk vanaf de voorzijde van het doel.
- In het geval van een uitbal of overtreding achter de doellijn wordt het spel hervat met een vrije slag vanaf het face-offpunt in het verlengde van de doellijn (3,5 m van de achter boarding) en op 1,5 m van de zij boarding aangegeven met een kruisje.
- Lichte overtredingen worden bestraft met een vrije slag. Bij zwaardere overtredingen kan de scheidsrechter een tijdstraf ( 2 of 5 minuten) of een strafbal (penalty) geven.
- In het geval van een tijdstraf moet de bestrafte speler 2 of 5 minuten op de strafbank plaatsnemen en moet zijn team het gedurende deze tijdstraf met een speler minder doen.
- Een strafbal bestaat uit een 1-op-1-duel tussen een veldspeler en de keeper. De veldspeler start met de bal vanaf de middellijn. Hij beweegt met de bal richting keeper en krijgt daarbij 1 schotpoging. De veldspeler moet ervoor waken dat de bal altijd voorwaarts blijft bewegen. Een speler mag achteruit lopen, indien de bal voorwaarts beweegt. De bal mag achteruit rollen indien de speler voorwaarts beweegt. Zo moet er dus altijd 1 van de 2 voorwaarts gaan indien de andere naar achteren wil bewegen.

Kleinveld Zwitserse variant wordt gespeeld met 3 veldspelers en een keeper  met een keepergebied van 1 m x 2,5 m en een doelgebied 3 x 4 meter en doelen van 1,2 m breed en 0,9 m hoog. De kleinveldvariant zonder keepers wordt gespeeld met 4 tegen 4 en zonder keepers, met kleine doelen van 0,9 m breed en 0,6 m hoog en een doelgebied van 1,9 m breed en 0,9 diep.
De spelregels zijn verder vrijwel hetzelfde.

### Wedstrijd
Een officiële Grootveld-wedstrijd duurt 3 periodes van 20 minuten zuivere speeltijd. Bij de jeugd 3 x 15 minuten.
Tussen de periodes geldt een rust van 10 minuten. Bij kinderen 5 minuten.
In Nederland en België worden in een wedstrijd alleen met de laatste 3 minuten effectieve speeltijd gespeeld, wat wil zeggen dat bij elke spelonderbreking (doelpunt, overtreding, uitbal) de tijd wordt stopgezet.
Elke wedstrijd staat onder leiding van 2 gelijkwaardige scheidsrechters. Daarnaast is er een wedstrijdsecretariaat aanwezig. Het secretariaat noteert alle doelpunten en assists, controleert de uitvoering van tijdstraffen en houdt statistieken bij, zoals het aantal schoten op doel en het aantal speelminuten, schoten en reddingen per speler/keeper.

### Ontstaan
Floorball is rond 1965 in Zweden ontwikkeld door Carl Ahlqvist als een zaalvariant op bandy (vandaar de Zweedse naam Innebandy, vrij vertaald zaalbandy) en is sindsdien aan een geleidelijke opmars begonnen. Momenteel telt de International Floorball Federation (IFF) zo'n 74 aangesloten landen.

## Floorball in Nederland
In Nederland is de sport vanaf 1996/1997 geïntroduceerd door Henk Schuster uit Haren bij Groningen. Hij kreeg in 1997 steun van Gasunie doordat Ben Warner, toenmalig hoofd communicatie bij Gasunie bij de introductie van de sport, de potentie van deze activiteit zag. Door de sponsoring door Gasunie van de Stichting Unihockey Nederland tot 2005, heeft Unihockey zich zo snel tot derde schoolsport in Nederland kunnen ontwikkelen. Vanaf 1999 bestaat de Nederlandse Floorball en Unihockey Bond (NeFUB), aangesloten bij het NOC*NSF. Floorball wordt ontzettend veel gespeeld in het onderwijs. Ook zijn er jaarlijks vele scholentoernooien en in de Olympic Moves, een landelijke scholencompetitie in 15 sporten, is Floorball de derde teamsport. Er zijn meer (informele) toernooien in heel Nederland zoals het ISSTT in Enschede, de DUZZ (De Utrechtse Zwitserse Zaterdag), Amsterdammed door de Floorball Agents uit Amsterdam en de GFO (Groningen Floorball Open) door de club van de Groninger Universiteit Face Off.
Nederland kent een heren- en damescompetitie, een gemengde kleinveldcompetitie en een zeer groot aantal scholentoernooien en -competities. Nederland is internationaal vertegenwoordigd door een herenteam, een damesteam, een onder-17-team (meisjes), een onder-19-team (meisjes), een onder-16-team (jongens) en een onder-19-team (jongens). Deze teams doen ook mee aan de voorronden voor de wereldkampioenschappen, die per categorie om het jaar worden georganiseerd. Alleen de dames is het gelukt daadwerkelijk aan WK's deel te nemen. Voor het eerst was dat in 2003 te Singapore, voor het laatst was het in 2013 in Zweden.

### Verenigingen in Nederland
- Sonics Floorball (Amersfoort)
- Floorball Agents (Amsterdam)
- D.S.F.V. Blue Falcons (Delft)
- Floorball Den Bosch (Den Bosch)
- HSK Floorball (Den Haag)
- EFC Thunderblades (Enschede)
- Floorball Flamingos (Enschede)
- Messed Up (Enschede)
- UC Face Off (Groningen)
- UFC Groningen (Groningen)
- HSV Haren (Haren)
- HFC Heroes (Houten)
- F&UC Jolly-Good (Hulst)
- Floorball Rodenburg (Leek)
- Floorball Flames (Nijmegen-Lent)
- SUFV Hot Shots (Nijmegen)
- Tilburg Floorball (Loon op Zand)
- USFV Jungle Speed (Utrecht)
- UFC Utrecht (Utrecht)
- WUV Stick Together (Wageningen)
- UFC Hogeland (Warffum)

Aspirant vereniging

### Voormalige verenigingen in Nederland
- Floorball Freakz (Landelijk, jeugdtrainingsgroepen in diverse plaatsen)
- FC Breda (Breda)
- Goudse Floorball Club (Gouda)
- SV Vlugheid en Kracht (Groningen)
- M.S.U.V. Hooked (Maastricht); opgeheven op 26 juni 2018
- Stick2it (De Meern); opgericht in 2006
- Randstad Unihockey Klup (Moordrecht)
- UFC Lions (Rhenen); opgericht in 2006, opgeheven op 25 juni 2020
- Musketiers Sneek (Sneek)
- Floorball Devils (Lelystad)
- FC Quicksticks (Veenendaal)

## Floorball in België

### Verenigingen in België
- FBC The Mighty Devils Aalst (Aalst)
- Juventus Floorball Club (Affligem)
- Les Vikings d'Auvelais (Auvelais)
- Floorball Club de Mons (Bergen)
- Union Beynoise Unihockey (Beyne)
- The Foxing Furious (De Klinge)
- FT Atom Eagles (Denderhoutem)
- FBC Stimulo Denderleeuw (Denderleeuw)
- Gembloux Floorball Club (Gembloers)
- Black Cobra's Gent (Gent)
- Les Panthers de Hannut (Hannuit)
- Tigers Kraainem FC (Kraainem)
- FBC Sharks Meix-Devant-Virton (Meix-devant-Virton)
- FBC Loups du Lux (Messancy)
- The Flo-Mark Bullets (Oostrozebeke)
- Titan Blades (Pittem)
- Floorballteam Strijtem (Strijtem)
- Les Renards de La Hulpe (Terhulpen)
- Fireballs Tielt (Tielt)
- Tornado Brussels Floorball (Ukkel)
- Waterloo Lions (Waterloo)

## Ledenaantallen bonden iFF
Hieronder de ontwikkeling van het ledenaantal en het aantal verenigingen per aangesloten bond van de iFF op volgorde van grootte:
| Land                | 2020    | 2019    | 2018    | 2017      | 2016      | 2015      | 2014      | 2013      | 2012      | 2011      | 2010      | 2009      | 2008      | 2007         | 2006         | 2005         | 2004         | 2003      | 2001      | 2000         | 1999         | 1998         | 1997      | 1996      |
| ------------------- | ------- | ------- | ------- | --------- | --------- | --------- | --------- | --------- | --------- | --------- | --------- | --------- | --------- | ------------ | ------------ | ------------ | ------------ | --------- | --------- | ------------ | ------------ | ------------ | --------- | --------- |
| Zweden              | 105.719 | 115.967 | 120.357 | 123.821   | 126.443   | 123.535   | 117.301   | 118.472   | 118.573   | 121.641   | 124.571   | 122.866   | 118.527   | 120.239      | 132.795      | 131.425      | 123.636      | 118.275   | 105.620   | 103.391      | 95.804       | 93.531       | 92.866    | 83.717    |
| Finland             | 51.118  | 65.806  | 61.368  | 59.774    | 57.400    | 53.633    | 51.876    | 51.486    | 49.422    | 46.991    | 45.480    | 43.056    | 42.159    | 40.879       | 39.105       | 37.736       | 35.872       | 34.562    | 31.109    | 28.680       | 27.875       | 25.330       | 22.672    | 17.993    |
| Tsjechië            | 41.404  | 43.095  | 40.605  | 39.097    | 38.833    | 38.502    | 38.122    | 37.804    | 36.642    | 34.052    | 33.576    | 33.152    | 31.147    | 29.253       | 28.291       | 27.648       | 27.307       | 24.942    | 16.284    | 12.582       | 9.236        | 5.224        | 2.416     | 2.107     |
| Zwitserland         | 33.325  | 33.523  | 33.072  | 31.627    | 31.040    | 30.791    | 30.153    | 30.299    | 29.751    | 27.898    | 28.310    | 28.919    | 29.270    | 28.866       | 28.967       | 26.600       | 26.443       | 23.098    | 22.686    | 22.576       | 20.013       | 19.418       | 18.612    | 17.352    |
| Duitsland           | 13.584  | 13.063  | 12.836  | 12.100    | 11.512    | 10.961    | 10.642    | 10.054    | 9.577     | 8.280     | 8.200     | 5.920     | 5.311     | 4.480        | 3.600        | 3.338        | 2.940        | 2.092     | 1.980     | 950          | 540          | 339          | 269       | 200       |
| Denemarken          | 9.448   | 10.090  | 8.741   | 7.725     | 6.409     | 5.964     | 6.500     | 6.331     | 6.040     | 6.007     | 5.384     | 5.384     | 5.144     | 4.797        | 4.097        | 4.062        | 3.581        | 3.209     | 2.177     | 2.039        | 2.449        | 1.754        | 1.522     | 1.476     |
| Noorwegen           | 9.037   | 8.083   | 8.152   | 8.115     | 7.903     | 7.642     | 7.409     | 7.398     | 7.496     | 6.432     | 6.602     | 6.508     | 6.490     | 6.843        | 6.512        | 6.277        | 5.617        | 5.351     | 4.865     | 4.737        | 4.701        | 3.716        | 3.716     | 3.510     |
| Slowakije           | 8.300   | 7.568   | 7.058   | 7.807     | 7.525     | 4.898     | 4.689     | 4.489     | 4.123     | 3.880     | 2.513     | 2.513     | 2.490     | 2.490        | 2.490        | 400*         | 400          | 400       | 483       | 105          | 105          | Geen bond    | Geen bond | Geen bond |
| Singapore           | 3.663   | 2.725   | 2.664   | 2.226     | 1.876     | 1.726     | 1.649     | 1.652     | 1.649     | 1.644     | 1.700     | 1.700     | 1.625     | 1.294        | 436          | 463*         | 463          | 463       | 1.300     | 910          | 800          | 540          | 200       | 200       |
| Rusland             | 3.499   | 3.499   | 3.499   | 3.499     | 3.000     | 3.000     | 3.000     | 2.000     | 2.400     | 2.400     | 2.000     | 2.000     | 2.000     | 900          | 700          | 700          | 850          | 850       | 800       | 442          | 285          | 285          | 210       | 210       |
| Letland             | 3.488   | 3.498   | 3.494   | 3.494     | 3.409     | 3.409     | 3.029     | 3.142     | 2.783     | 2.783     | 2.430     | 1.978     | 2.013     | 2.136        | 2.033        | 2.120        | 2.035        | 1.586     | 1.120     | 980          | 980          | 870          | 840       | 685       |
| Japan               | 2.485   | 2.485   | 2.478   | 2.477     | 2.452     | 2.437     | 2.561     | 2.241     | 2.234     | 320       | 305       | 315       | 262       | 323          | 312          | 317          | 264          | 200       | 432       | 360          | 273          | 245          | 201       | 56        |
| Kenia               | 2.200   | 1.750   | 1.750   | 1.750     | Geen bond | Geen bond | Geen bond | Geen bond | Geen bond | Geen bond | Geen bond | Geen bond | Geen bond | Geen bond    | Geen bond    | Geen bond    | Geen bond    | Geen bond | Geen bond | Geen bond    | Geen bond    | Geen bond    | Geen bond | Geen bond |
| Polen               | 2.185   | 2.609   | 2.609   | 1.908     | 1.880     | 1.710     | 1.617     | 1.454     | 1.540     | 1.840     | 1.820     | 1.874     | 1.895     | 1.883        | 575          | 475          | 555          | 254       | 480       | 480          | 370          | 330          | 300       |           |
| Turkije             | 1.862   | 1.488   | 1.414   | 1.300     |           | 852       | 221       | 221       | 400       | 395       | 374       | 374       | 345       | Geen lid iFF | Geen lid iFF | Geen lid iFF | Geen lid iFF | Geen bond | Geen bond | Geen bond    | Geen bond    | Geen bond    | Geen bond | Geen bond |
| Frankrijk           | 1.600   | 1.600   | 1.596   | 1.626     | 1.474     | 1.274     | 1.029     | 778       | 604       | 600       | 500       | 500       | 400       | 299          | 155          | 112*         | 112          | 120       | Geen bond | Geen bond    | Geen bond    | Geen bond    | Geen bond | Geen bond |
| Oostenrijk          | 1.500   | 1.900   | 1.183   | 1.221     | 1.138     | 1.056     | 1.067     | 961       | 753       | 733       | 751       | 685       | 737       | 649          | 559          | 388          | 424          | 279       | 238       | 230          | 130          | 122          | 91        | 87        |
| India               | 1.424   | 1.362   | 1.326   | 1.162     | 1.087     | 1.044     | 1.044     | 955       | 585       | 585       | 605       | 605       | 850       | 2.500        | 850          | 370          | 55           | 55        | Geen bond | Geen bond    | Geen bond    | Geen bond    | Geen bond | Geen bond |
| Estland             | 1.385   | 1.437   | 1.295   | 1.205     | 1.391     | 1.432     | 1.464     | 1.461     | 1.501     | 1.575     | 1.585     | 1.685     | 1.425     | 1.250        | 971          | 857          | 665          | 462       | 311       | 257          | 253          | 226          | 279       | 247       |
| Australië           | 1.300   | 1.346   | 1.274   | 1.300     | 2.300     | 1.570     | 1.570     | 1.568     | 2.070     | 1.965     | 1.800     | 1.846     | 4.707     | 1.043        | 202          | 700          | 300          | 300       | 400       | 400          | 300          | 150          | 150       | 55        |
| Nederland           | 1.090   | 1.215   | 1.200   | 1.243     | 1.418     | 1.215     | 1.076     | 1.076     | 1.009     | 999       | 1.050     | 1.041     | 905       | 745          | 573          | 573          | 504          | 276       | 231       | 220          | 144          | Geen bond    | Geen bond | Geen bond |
| België              | 1.057   | 998     | 998     | 979       | 922       | 841       | 939       | 1.053     | 979       | 827       | 769       | 741       | 320       | 304          | 142          | 119          | 212          | 179       | 150       | 150          | 150          | 150          | 150       | 100       |
| Maleisië            | 980     | 980     | 980     | 980       | 822       | 620       | 565       | 480       | 480       | 480       | 480       | 480       | 480       | 200          | 110          | 110*         | 110          | 110       | 24        | Geen bond    | Geen bond    | Geen bond    | Geen bond | Geen bond |
| Spanje              | 930     | 930     | 885     | 845       | 845       | 775       | 725       | 741       | 620       | 592       | 600       | 562       | 779       | 732          | 615          | 615          | 477          | 300       | 310       | Geen lid iFF | Geen lid iFF | Geen lid iFF | Geen bond | Geen bond |
| Oeganda             | 920     | 920     | 102     | 169       | 169       | Geen bond | Geen bond | Geen bond | Geen bond | Geen bond | Geen bond | Geen bond | Geen bond | Geen bond    | Geen bond    | Geen bond    | Geen bond    | Geen bond | Geen bond | Geen bond    | Geen bond    | Geen bond    | Geen bond | Geen bond |
| Oekraïne            | 836     | 692     | 670     | 703       | 720       | 750       | 750       | 750       | 520       | 320       | 220       | 510       | 285       | 375          | 300          | 300*         | 300          | Geen bond | Geen bond | Geen bond    | Geen bond    | Geen bond    | Geen bond | Geen bond |
| China               | 800     | 800     | 800     |           |           | Geen bond | Geen bond | Geen bond | Geen bond | Geen bond | Geen bond | Geen bond | Geen bond | Geen bond    | Geen bond    | Geen bond    | Geen bond    | Geen bond | Geen bond | Geen bond    | Geen bond    | Geen bond    | Geen bond | Geen bond |
| Verenigd Koninkrijk | 700     | 707     | 707     | 706       | 648       | 824       | 829       | 505       | 1.350     | 1.365     | 1.365     | 630       | 630       | 630          | 299          | 600*         | 600          | 600       | 475       | 475          | 475          | 200          | 200       | 150       |
| Iran                | 691     | 691     | 691     | 691       | 640       | 530       | 530       | 260       | 257       | 245       | 28        | Geen bond | Geen bond | Geen bond    | Geen bond    | Geen bond    | Geen bond    | Geen bond | Geen bond | Geen bond    | Geen bond    | Geen bond    | Geen bond | Geen bond |
| Italië              | 651     | 724     | 678     | 712       | 620       | 608       | 548       | 520       | 554       | 502       | 404       | 388       | 415       | 292          | 277          | 306          | 302          | 271       | 168       | Geen bond    | Geen bond    | Geen bond    | Geen bond | Geen bond |
| Canada              | 600     | 563     | 563     | 523       | 992       | 978       | 1.210     | 900       | 320       | 840       | 300       | 1.000     | 1.000     | 200          | 730          | 250*         | 250          | 120       | Geen bond | Geen bond    | Geen bond    | Geen bond    | Geen bond | Geen bond |
| Ivoorkust           | 600     | 280     | 280     | 280       | 105       | Geen bond | Geen bond | Geen bond | Geen bond | Geen bond | Geen bond | Geen bond | Geen bond | Geen bond    | Geen bond    | Geen bond    | Geen bond    | Geen bond | Geen bond | Geen bond    | Geen bond    | Geen bond    | Geen bond | Geen bond |
| Hongarije           | 552     | 670     | 639     | 800       | 790       | 750       | 905       | 1.400     | 1.400     | 1.500     | 1.510     | 1.350     | 1.320     | 1.320        | 700          | 700*         | 700          | 700       | 286       | 118          | 118          | 100          | 100       | 100       |
| Pakistan            | 515     | 515     | 515     | 380       | 110       | 298       | 230       | 400       | 400       | 400       | 400       | 400       | 400       | 380          | 300          | 280          | 380          | Geen bond | Geen bond | Geen bond    | Geen bond    | Geen bond    | Geen bond | Geen bond |
| Venezuela           | 481     | 481     | 481     | 182       | Geen bond | Geen bond | Geen bond | Geen bond | Geen bond | Geen bond | Geen bond | Geen bond | Geen bond | Geen bond    | Geen bond    | Geen bond    | Geen bond    | Geen bond | Geen bond | Geen bond    | Geen bond    | Geen bond    | Geen bond | Geen bond |
| Thailand            | 450     | 420     | 420     | 400       | 400       | 1.000     | 130       | 130       | 130       | 130       | 130       | 130       | 108       | Geen bond    | Geen bond    | Geen bond    | Geen bond    | Geen bond | Geen bond | Geen bond    | Geen bond    | Geen bond    | Geen bond | Geen bond |
| Slovenië            | 426     | 433     | 516     | 300       |           | 408       | 652       | 364       | 520       | 480       | 500       | 500       | 570       | 450          | 450          | 400          | 300          | 175       | 220       | Geen bond    | Geen bond    | Geen bond    | Geen bond | Geen bond |
| Israël              | 400     | 429     | 412     | 407       | 648       | 604       | 580       | 580       | 580       | 500       | 500       | 510       | 510       | 510          | Geen bond    | Geen bond    | Geen bond    | Geen bond | Geen bond | Geen bond    | Geen bond    | Geen bond    | Geen bond | Geen bond |
| Filipijnen          | 355     | 355     | 419     | 305       | 289       | 108       | 300       | 200       | 200       | 300       | Geen bond | Geen bond | Geen bond | Geen bond    | Geen bond    | Geen bond    | Geen bond    | Geen bond | Geen bond | Geen bond    | Geen bond    | Geen bond    | Geen bond | Geen bond |
| Georgië             | 350     | 350     | 350     | 350       | 350       | 350       | 350       | 600       | 600       | 600       | 600       | 600       | 600       | 600          | 300          | 400*         | 400          | 350       | Geen bond | Geen bond    | Geen bond    | Geen bond    | Geen bond | Geen bond |
| Kameroen            | 331     | 330     | 361     | 196       | 155       | 29        | Geen bond | Geen bond | Geen bond | Geen bond | Geen bond | Geen bond | Geen bond | Geen bond    | Geen bond    | Geen bond    | Geen bond    | Geen bond | Geen bond | Geen bond    | Geen bond    | Geen bond    | Geen bond | Geen bond |
| Nieuw-Zeeland       | 321     | 230     | 276     | 258       | 220       | 173       | 134       | 97        | 75        | 68        | 28        | 50        | 30        | 30           | 30           | 30*          | 30           | 30        | Geen bond | Geen bond    | Geen bond    | Geen bond    | Geen bond | Geen bond |
| Sierra Leone        | 320     | 320     | 320     | 320       | 320       | 320       | 320       | 120       | 120       | 120       | 120       | 120       | 50        | Geen bond    | Geen bond    | Geen bond    | Geen bond    | Geen bond | Geen bond | Geen bond    | Geen bond    | Geen bond    | Geen bond | Geen bond |
| Burkina Faso        | 307     | 550     | 550     | Geen bond | Geen bond | Geen bond | Geen bond | Geen bond | Geen bond | Geen bond | Geen bond | Geen bond | Geen bond | Geen bond    | Geen bond    | Geen bond    | Geen bond    | Geen bond | Geen bond | Geen bond    | Geen bond    | Geen bond    | Geen bond | Geen bond |
| Litouwen            | 299     | 285     | 130     | 130       | 130       | 130       | 88        | 85        | 85        | 85        | 85        | Geen bond | Geen bond | Geen bond    | Geen bond    | Geen bond    | Geen bond    | Geen bond | Geen bond | Geen bond    | Geen bond    | Geen bond    | Geen bond | Geen bond |
| Hongkong            | 260     | 260     | 260     | 260       | Geen bond | Geen bond | Geen bond | Geen bond | Geen bond | Geen bond | Geen bond | Geen bond | Geen bond | Geen bond    | Geen bond    | Geen bond    | Geen bond    | Geen bond | Geen bond | Geen bond    | Geen bond    | Geen bond    | Geen bond | Geen bond |
| IJsland             | 247     | 348     | 386     | 314       | 165       | 175       | 130       | 130       | 130       | 120       | 120       | 120       | 90        | 90           | 110          | 100          | Geen bond    | Geen bond | Geen bond | Geen bond    | Geen bond    | Geen bond    | Geen bond | Geen bond |
| Haïti               | 240     | 240     | 240     | 240       | 240       | Geen bond | Geen bond | Geen bond | Geen bond | Geen bond | Geen bond | Geen bond | Geen bond | Geen bond    | Geen bond    | Geen bond    | Geen bond    | Geen bond | Geen bond | Geen bond    | Geen bond    | Geen bond    | Geen bond | Geen bond |
| Mozambique          | 240     | 240     | 240     | 240       |           | 80        | Geen bond | Geen bond | Geen bond | Geen bond | Geen bond | Geen bond | Geen bond | Geen bond    | Geen bond    | Geen bond    | Geen bond    | Geen bond | Geen bond | Geen bond    | Geen bond    | Geen bond    | Geen bond | Geen bond |
| Zuid-Korea          | 230     | 519     | 1.856   | 1.124     | 954       | 907       | 1.500     | 1.500     | 1.300     | 1.269     | 300       | 238       | 202       | 177          | 165          | 173          | 213          | Geen bond | Geen bond | Geen bond    | Geen bond    | Geen bond    | Geen bond | Geen bond |
| Indonesië           | 200     | 200     | 200     | 200       | 500       | 200       | 200       | 200       | 700       | 700       | 20        | Geen bond | Geen bond | Geen bond    | Geen bond    | Geen bond    | Geen bond    | Geen bond | Geen bond | Geen bond    | Geen bond    | Geen bond    | Geen bond | Geen bond |
| Jamaica             | 191     | 185     | 185     | 185       | 80        | 80        | 80        | 50        | 50        | 102       | Geen bond | Geen bond | Geen bond | Geen bond    | Geen bond    | Geen bond    | Geen bond    | Geen bond | Geen bond | Geen bond    | Geen bond    | Geen bond    | Geen bond | Geen bond |
| Verenigde Staten    | 186     | 185     | 168     | 208       |           | 131       | 700       | 700       | 800       | 800       | 800       | 800       | 920       | 600          | 350          | 350*         | 350          | 350       | 325       | 120          | 120          | 80           | 50        | 50        |
| Kroatië             | 135     | 135     | 135     | Geen bond | Geen bond | Geen bond | Geen bond | Geen bond | Geen bond | Geen bond | Geen bond | Geen bond | Geen bond | Geen bond    | Geen bond    | Geen bond    | Geen bond    | Geen bond | Geen bond | Geen bond    | Geen bond    | Geen bond    | Geen bond | Geen bond |
| Moldavië            | 120     | 120     | 120     | 120       | 80        | 60        | 58        | 58        | 58        | 58        | Geen bond | Geen bond | Geen bond | Geen bond    | Geen bond    | Geen bond    | Geen bond    | Geen bond | Geen bond | Geen bond    | Geen bond    | Geen bond    | Geen bond | Geen bond |
| Armenië             | 120     | 120     | 120     | 116       | 74        | 95        | 95        | 95        | 95        | 92        | 92        | 92        | 60        | 82           | 82           | Geen bond    | Geen bond    | Geen bond | Geen bond | Geen bond    | Geen bond    | Geen bond    | Geen bond | Geen bond |
| Liechtenstein       | 105     | 106     | 101     | 122       | 105       | 101       | 94        | 101       | 118       | 114       | 120       | 105       | 99        | 86           | 73           | 65           | Geen bond    | Geen bond | Geen bond | Geen bond    | Geen bond    | Geen bond    | Geen bond | Geen bond |
| Roemenië            | 100     | 100     | 100     | 100       | 100       | 100       | 101       | 60        | 60        | 60        | 60        | 60        | 60        | Geen bond    | Geen bond    | Geen bond    | Geen bond    | Geen bond | Geen bond | Geen bond    | Geen bond    | Geen bond    | Geen bond | Geen bond |
| Brazilië            | 103     | 103     | 71      | 70        | 220       | 196       | 882       | 882       | 882       | 50        | 50        | 50        | 50        | 50           | 50           | 50*          | 50           | 50        | 30        | 30           | 30           | Geen bond    | Geen bond | Geen bond |
| Somalië             | 100     | 100     | 70      | 95        | Geen bond | Geen bond | Geen bond | Geen bond | Geen bond | Geen bond | Geen bond | Geen bond | Geen bond | Geen bond    | Geen bond    | Geen bond    | Geen bond    | Geen bond | Geen bond | Geen bond    | Geen bond    | Geen bond    | Geen bond | Geen bond |
| Nigeria             | 100     | 90      | 50      | Geen bond | Geen bond | Geen bond | Geen bond | Geen bond | Geen bond | Geen bond | Geen bond | Geen bond | Geen bond | Geen bond    | Geen bond    | Geen bond    | Geen bond    | Geen bond | Geen bond | Geen bond    | Geen bond    | Geen bond    | Geen bond | Geen bond |
| Wit-Rusland         | 95      | 95      | 95      | 95        | 75        | 95        | 130       | 120       | 105       | 90        | 82        | 40        | Geen bond | Geen bond    | Geen bond    | Geen bond    | Geen bond    | Geen bond | Geen bond | Geen bond    | Geen bond    | Geen bond    | Geen bond | Geen bond |
| Mongolië            | 80      | 80      | 80      | 80        | 80        | 80        | 82        | 82        | 82        | 82        | Geen bond | Geen bond | Geen bond | Geen bond    | Geen bond    | Geen bond    | Geen bond    | Geen bond | Geen bond | Geen bond    | Geen bond    | Geen bond    | Geen bond | Geen bond |
| Ierland             | 75      | 75      | 75      | 75        | 75        | 75        | 75        | 150       | 150       | 150       | 75        | 60        | 60        | 60           | Geen bond    | Geen bond    | Geen bond    | Geen bond | Geen bond | Geen bond    | Geen bond    | Geen bond    | Geen bond | Geen bond |
| Malta               | 60      | 60      | 60      |           |           |           | Geen bond | Geen bond | Geen bond | Geen bond | Geen bond | Geen bond | Geen bond | Geen bond    | Geen bond    | Geen bond    | Geen bond    | Geen bond | Geen bond | Geen bond    | Geen bond    | Geen bond    | Geen bond | Geen bond |
| Zuid-Afrika         | 58      | 58      | 58      | 58        | 58        | 58        | 100       | 100       | Geen bond | Geen bond | Geen bond | Geen bond | Geen bond | Geen bond    | Geen bond    | Geen bond    | Geen bond    | Geen bond | Geen bond | Geen bond    | Geen bond    | Geen bond    | Geen bond | Geen bond |
| Argentinië          | 50      | 50      | 50      | 50        |           | 50        | 50        | 50        | 50        | 50        | 50        | 50        | 50        | Geen bond    | Geen bond    | Geen bond    | Geen bond    | Geen bond | Geen bond | Geen bond    | Geen bond    | Geen bond    | Geen bond | Geen bond |
| Servië              | 36      | 36      | 36      | 67        | 67        | 67        | 71        | 85        | 82        | 82        | 72        | 65        | 65        | 63           | Geen bond    | Geen bond    | Geen bond    | Geen bond | Geen bond | Geen bond    | Geen bond    | Geen bond    | Geen bond | Geen bond |
| Portugal            | 20      | 20      | 38      | 38        | 51        | 100       | 84        | 84        | 84        | 84        | 84        | 84        | 84        | Geen bond    | Geen bond    | Geen bond    | Geen bond    | Geen bond | Geen bond | Geen bond    | Geen bond    | Geen bond    | Geen bond | Geen bond |
| Special Olympics    | 34.000  | 36.375  | 26.108  | 26.040    |           |           |           |           |           |           |           |           |           |              |              |              |              |           |           |              |              |              |           |           |
| Totaal              | 350.688 | 376.967 | 361.666 | 354.640   | 320.829   | 309.397   | 300.236   | 297.474   | 293.088   | 284.282   | 279.621   | 272.656   | 266.939   | 258.100      | 258.306      | 249.409      | 236.697      | 220.009   | 192.504   | 180.232      | 165.151      | 152.610      | 144.844   | 128.295   |

* 30.06.2004
Cursief: ledenaantal zijn niet geüpdatet door de betreffende bond, de ledenaantallen zijn overgenomen van het voorgaande jaar door de iFF